# 2-е Ждановское озеро
2-е Жда́новское о́зеро — озеро на Карельском перешейке.
Расположено во Всеволожском районе Ленинградской области, на юго-восточной окраине города Всеволожска на Колтушской возвышенности. Высота над уровнем моря — 37 м.
Южный и западный берег озера относятся к Колтушскому сельскому поселению, северный и восточный — к городу Всеволожску.
На северном берегу озера расположен заброшенный дом отдыха. До революции на северном берегу находилась мыза Верино.
На южном берегу расположен коттеджный посёлок.
На западном берегу озера до начала 1940-х годов располагалась ныне упразднённая деревня 2-е Озерки.
На восточном берегу до начала 1940-х годов располагалась мыза Анино.
Устаревшее название озера — Андроново.
Современное название озеро получило в связи с тем, что в расположенном в нескольких сотнях метров к северу на 1-м Ждановском озере санатории Ленинградского обкома КПСС отдыхал А. А. Жданов.
Тогда же в Ждановские озёра были выпущены для акклиматизации ондатры.